# Rosalind Moss
Rosalind Louisa Beaufort Moss (Shrewsbury, 21 september 1890 – 22 april 1990) was een Britse egyptologe en bibliografe. Zij is bekend door haar werk aan het egyptologische naslagwerk Topographical Bibliography, door egyptologen gewoonlijk "Porter & Moss" genoemd.

## Leven en werk
Rosalind Moss werd geboren in Shrewsbury, Shropshire. Na de middelbare school ging ze antropologie studeren aan de Society of Oxford Home Students, nu St Anne's College in Oxford. In 1914 nam ze deel aan de opgraving van een paleolithische vindplaats op Jersey onder leiding van Robert Ranulph Marett. Moss ontving een diploma in de antropologie in 1917. In 1922 behaalde ze de bachelor-graad met haar werk dat in 1925 werd gepubliceerd als The Life after Death in Oceania and the Malay Archipelago.
Moss studeerde vanaf 1917 egyptologie bij Francis Llewellyn Griffith, die een project had opgezet voor het samenstellen van de Topographical Bibliography of Ancient Egyptian Hieroglyphic Texts, Reliefs and Paintings: een compleet overzicht van de locatie en inhoud van teksten op oud-Egyptische monumenten, met voor ieder onderdeel een overzicht van relevante publicaties. Bertha Porter verzamelde hiervoor het bibliografische materiaal. Moss werd in 1924 aangesteld als haar assistent en begon met werk aan deel 1, over de grafvelden op de westoever van Thebe. Hiervoor bezocht ze veel koningsgraven en privégraven ter plaatse. Toen Porter in 1929 met pensioen ging nam Moss haar taken over. Het werk ging verder met deel 3 t/m 6 over het gebied tussen de Delta en Aswan. Hiervoor reisde ze naar talrijke monumenten in Egypte, waaronder de tempels van Kom Ombo and Edfoe.
Na het overlijden van Griffith in 1934 en zijn echtgenote in 1937 werd zijn bibliotheek overgebracht naar het nieuw opgerichte Griffith Institute in het Ashmolean Museum in Oxford. Moss nam Ethel W. Burney, weduwe van de hoogleraar Hebreeuws Charles Fox Burney, aan als redactieassistente. Samen onderhielden zij in het Griffith Institute een enorm bestand aan bibliografische referenties, en ze ondernamen reizen naar talloze monumenten, musea en collecties om materiaal voor de bibliografie te verzamelen. Het laatste deel van de topografische bibliografie, over Nubië en monumenten buiten Egypte, werd in 1951 gepubliceerd. Moss bleef onderzoek doen in het Griffith Institute, zowel voor nieuwe publicaties als voor herziene edities van de Topographical Bibliography-delen. In 1970 ging zij met pensioen.

## Onderscheidingen
Moss ontving in 1961 een eredoctoraat van de Universiteit van Oxford. Ze werd benoemd als lid van de Society of Antiquaries of London in 1949 en als erelid van St Anne's College in 1967. 
Volume 58 (1972) van The Journal of Egyptian Archaeology werd opgedragen aan Rosalind Moss. Ter ere van haar honderdste verjaardag gaven T.G.H. James en Jaromír Málek een bundel met artikelen uit.

## Publicaties
- The Life after Death in Oceania and the Malay Archipelago. Oxford University Press, Humphrey Milford (1925).
- "An Unpublished Rock-Tomb at Asyûṭ", Journal of Egyptian Archaeology, 19(1/2), 33-33 (1933).
- "Some Rubbings of Egyptian Monuments Made a Hundred Years Ago", Journal of Egyptian Archaeology 27, 7-11 (1941).
- "An Egyptian Statuette in Malta", Journal of Egyptian Archaeology, 35, 132-134 (1949).
- "The Ancient Name of Serra (Sudan)", Journal of Egyptian Archaeology, 36, 41-42 (1950).
- met Bertha Porter: Topographical Bibliography of Ancient Egyptian Hieroglyphic Texts, Reliefs and Paintings. Oxford University Press.
  - Volume I. The Theban Necropolis (1927)
  - Volume II. Theban Temples (1929)
  - Volume III. Memphis (Abu Rawash to Dahshur) (1931)
  - Volume IV.  Lower and Middle Egypt (1934)
  - Volume V.  Upper Egypt: Sites (1939)
  - Volume VI.  Upper Egypt: Chief Temples (excluding Thebes) (1939)
  - Volume VII.  Nubia, the Deserts, and Outside Egypt (1952)

- Bibsys: 3097399
- Biblioteca Nacional de España: XX1403489
- Bibliothèque nationale de France: cb12209748w (data)
- CiNii: DA0743487X
- Gemeinsame Normdatei: 119113546
- International Standard Name Identifier: 0000 0000 3067 7048
- Library of Congress Control Number: n87912915
- Nationale bibliotheek van Australië: 61543534
- Nationale Bibliotheek van Israël: 987007274882505171
- Nederlandse Thesaurus van Auteursnamen: 071775048
- Réseau des bibliothèques de Suisse occidentale: 02-A003612929
- Système universitaire de documentation: 030742161
- Virtual International Authority File: 201614990
- WorldCat: E39PBJppwmDc7Yr7ddyRvvWVYP